# V8 (движок JavaScript)
V8 — движок JavaScript с открытым исходным кодом, распространяемый по лицензии BSD. Разработан датским отделением компании Google.

## История
Разработка JavaScript-движка V8 началась в датском отделении Google в городе Орхусе. Ведущим разработчиком стал Ларс Бак. Основными проблемами, которые пришлось решать разработчикам в движке, стали производительность и масштабируемость. Первая лабораторная версия движка появилась 3 июля 2008 года, а уже 2 сентября была официально представлена версия 0.2.5, вошедшая в первый публичный релиз Chromium.

## Технические характеристики
Ларс Бак считал, что краеугольными камнями V8 являются:
- Компиляция исходного кода JavaScript непосредственно в собственный машинный код, минуя стадию промежуточного байт-кода.
- Эффективная система управления памятью, приводящая к быстрому объектному выделению и маленьким паузам сборки «мусора»[13].
  - V8 приостанавливает исполнение кода во время выполнения сборки «мусора».
  - Уменьшает влияние и воздействие приостановки приложения при сборке «мусора».
  - V8 может точно определять, где находятся в памяти объекты и указатели, что позволяет избежать утечки памяти при ложной идентификации объектов в качестве указателей.
- Введение скрытых классов и встроенных кэшей, ускоряющих доступ к свойствам и вызовам функций.

V8 исполняет JavaScript-сценарии в особых «контекстах», которые по сути являются отдельными виртуальными машинами. Правда в одном процессе может работать только одна виртуальная машина, несмотря на возможность использования нескольких потоков. В Chromium это обходится мультипроцессовой архитектурой, повышающей также стабильность и безопасность, реализуя таким образом механизм «песочницы».
Таким образом, несмотря на динамическую природу JavaScript, разработчикам удалось применить методы, характерные для реализации классических объектно-ориентированных языков, такие как компиляция кода «на лету», внутреннее кэширование, точный процесс сборки мусора, снэпшоттинг при создании контекстов.
Движок V8 отличается от других движков (JScript, SpiderMonkey, JavaScriptCore, Nitro) высокой производительностью.

## Продукты, использующие V8

### Браузеры
- Chromium — веб-браузер с открытым исходным кодом, на основе которого создаётся ряд браузеров, наиболее популярным из которых является Chrome — веб-браузер компании Google
- Maxthon — веб-браузер со встроенным блокиратором рекламы, использующий два движка рендеринга: WebKit и Trident[21];
- Браузер Android[22] — мобильный браузер, входящий в Android OS.

### Операционные системы
- Android — операционная система от Google, предназначенная для коммуникаторов, нетбуков и планшетов, V8 используется начиная с Android Froyo.
- HP webOS — операционная система от Hewlett-Packard для коммуникаторов, нетбуков и планшетов, движок V8 используется во встроенном браузере.
- Google Chrome OS — операционная система от Google на базе проекта Chromium, ориентированная на облачные сервисы, движок является важным компонентом всей операционной системы.